# Phase One Media Pro
Phase One Media Pro (früher Microsoft Expression Media) ist ein kommerzielles Katalogisierungsprogramm zur Bilderverwaltung des Herstellers Phase One für die Betriebssysteme Windows und macOS. Phase One verkündete am 30. August 2018 die offizielle Einstellung von Media Pro; den Nutzern wird stattdessen Capture One empfohlen und eine Migrationsanleitung dargeboten.

## Geschichte
Media Pro ist der Nachfolger von Expression Media welches Phase One im Mai 2010 von Microsoft übernommen hat. Expression Media befand sich zu diesem Zeitpunkt in der Version 2, Service Pack 2. Entstanden ist das Programm unter dem Namen iView MediaPro, welches Microsoft im Juni 2006 erworben hatte. Mit iView erstellte Katalogdateien konnten dabei auch mit Expression Media weiterbearbeitet werden.
Nach der Übernahme von iView wurde Expression Media am 30. April 2007 von Microsoft veröffentlicht und so gestaltet, dass es mit anderen Produkten der Expression-Familie zusammenarbeiten kann. Eine Testversion für Expression Media wurde zur Verfügung gestellt.
Expression Media war verfügbar als
- Standalone in den Versionen 1 und 2
- Teil der Produktfamilie Expression Studio 2
- Teil des Office 2008-Pakets Mac Media Edition.

Microsoft veröffentlichte das Expression Media Service Pack 1 für Windows und Mac, das eine Unterstützung für HD Fotos hinzufügt. Das letzte Update vor dem Verkauf an Phase One war das Service Pack 2 für Expression Media 2. Die Aktualisierung behob diverse Fehler und Probleme, z. B. wurde das gleichzeitige Importieren von mehreren großen Bildern verbessert.

## Funktionen
Die Hauptfunktion von Media Pro ist das Katalogisieren digitaler Daten. Professionelle und Amateurfotografen verwenden das Programm, um eine große Auswahl an Formaten von hoch auflösenden RAW-Dateien bis zu Photoshop-Dateien mit mehreren Ebenen und weiter verbreiteten Formaten wie JPEG und GIF darzustellen und zu verwalten. Es kann ebenfalls einen großen Bereich von anderen Medienformaten einschließlich Musik und Video, Adobe PDF, Fonts, und Rich-Media-Formate wie Adobe Flash katalogisieren. Der Anwender kann effizient organisieren und kategorisieren, ohne an die tatsächliche Lage der Datei in der Ordnerstruktur gebunden zu sein, er kann Metadaten einschließlich IPTC-Anmerkungen (Standard zur Speicherung von Textinformationen zu Bildinhalten in Bilddateien) hinzufügen und Daten auffinden, die über verschiedene Ordner und Laufwerke verteilt sind, inklusive Festplatten, die offline sind.
Außer der Katalogisierung hat Media Pro eine Auswahl von Ausgabefunktionen:
- Printformate schließen Kontaktformulare und Listen ein
- Ausgabe von Webgalerien
- Konvertierung in andere Formate, z. B. können RAW-Formate skaliert werden, die Ausgabe kann JPEG sein und als Anhang per E-Mail versendet werden
- Slideshows.